# Павловськ (Воронезька область)
Павловськ (до 1711 — Осередь) — місто, адміністративний центр Павловського району Воронізької області. Утворює муніципальне утворення міське поселення місто Павловськ, як єдиний населений пункт у його складі. Місто входить до списку історичних міст Росії. Населення — 24 858 осіб (2018).

## Географія
Місто розташоване на лівому березі Дону, при впадінні річки Осередь, за 156 км від Воронежа. Неподалік від міста розташовується Шипова діброва.
Автодорога М4 «Дон» проходить безпосередньо через місто. В даний час ведеться будівництво об'їзної ділянки траси М4 в обхід міста Павловська і села Лосево.

### Клімат
Клімат Павловська — помірно-континентальний. Літні температури в середньому на градус вище, ніж у Воронежі, а річна кількість опадів менше.

## Населення
Було засновано як Ширмівське, 1685 року. За переписом 1897 року у місті проживало 7 202 осіб (3 631 чоловік та 3 571 жінка). Розподіл населення за мовою згідно з переписом 1897 року:
| Мова       | Осіб  | Відсоток |
| ---------- | ----- | -------- |
| російська  | 5 515 | 76,58 %  |
| українська | 1 470 | 20,41 %  |
| єврейська  | 95    | 1,32 %   |
| білоруська | 86    | 1,19 %   |
| польська   | 13    | 0,18 %   |
| інші       | 23    | 0,32 %   |
| Разом      | 7 202 | 100 %    |

## Джерело
- http://pavlovsk36.ru/about/history [Архівовано 25 червня 2014 у Wayback Machine.]

| Росія | Це незавершена стаття з географії Росії. Ви можете допомогти проєкту, виправивши або дописавши її. |